# Merkurij Czerniowce
Merkurij Czerniowce (ukr. Футбольний клуб «Меркурій» Чернівці, Futbolnyj Kłub "Merkurij" Czerniwci) – ukraiński klub piłkarski i futsalu, mający siedzibę w mieście Czerniowce. Od sezonu 2006/07 do 2012/13 występował w futsalowej Pierwszej Lidze Ukrainy.

## Historia
Chronologia nazw:
- 1998: KNTEU Czerniowce (ukr. «КНТЕУ» Чернівці)
- 2002: KNTEU-SKA Czerniowce (ukr. «КНТЕУ-СКА» Чернівці)
- 2003: Merkurij-CzTEI Czerniowce (ukr. «Меркурій-ЧТЕІ» Чернівці)
- 2008: Merkurij Czerniowce (ukr. «Меркурій» Чернівці)

Klub piłkarski KNTEU Czerniowce został założony w Czerniowcach w 1998 z inicjatywy profesora Wydziału Finansów Czerniowieckiego Instytutu Handlowo-Ekonomicznego KNTEU Anatolij Moskalow. W 1999 roku drużyna piłkarska zadebiutowała w mistrzostwach obwodu czerniowieckiego w piłce nożnej (druga grupa), gdzie zajął 3 miejsce i otrzymał prawo w przyszłym roku do występów w pierwszej lidze mistrzostw obwodu czerniowieckiego. W 2002 pod nazwą KNTEU-SKA Czerniowce zajął trzecie miejsce w obwodzie.
8 kwietnia 2003 roku klub zmienił nazwę na Merkurij-CzTEI Czerniowce. Powstała sekcja futsalowa. 
W 2003 zespół piłkarski startował w Amatorskiej Lidze Ukrainy, gdzie zajął 6.miejsce wśród ponad 40 zespołów. 
W sezonie 2005/06 zespół futsalu startował w profesjonalnych rozgrywkach Drugiej Ligi, zajmując 1.miejsce w grupie zachodniej. W następnym sezonie 2006/07 debiutował w Pierwszej Lidze, zajmując 4.miejsce w grupie zachodniej. W sezonie 2007/08 po zajęciu trzeciego miejsca w grupie zachodniej zakwalifikował się do turnieju finałowego, gdzie był trzecim. W następnym sezonie 2008/09 po zmianie nazwy na Merkurij Czerniowce uplasował się na czwartej pozycji i nie zakwalifikował się do turnieju finałowego. Dopiero w sezonie 2010/11 ponownie zajął trzecie miejsce. W następnym sezonie 2011/12 osiągnął swój największy sukces - najpierw zwyciężył w grupie A, a potem w turnieju finałowym zdobył mistrzostwo pierwszej ligi. Jednak z przyczyn finansowych klub zrezygnował z awansu do Wyższej Ligi. Sezon 2012/13 ponownie zakończył jako triumfator w grupie A pierwszej ligi, jednak zrezygnował z turnieju finałowego. Potem występował w rozgrywkach lokalnych.

## Barwy klubowe, strój
| Czerwony | Czarny | Żółty |

Zawodnicy klubu zazwyczaj grali swoje mecze domowe w białych strojach.

## Sukcesy

### Trofea międzynarodowe
Nie uczestniczył w rozgrywkach europejskich (stan na 31-05-2019).

### Trofea krajowe
| \| \| Zdobyte trofea w rozgrywkach Ukrainy (stan na: 31-05-2019) \| |                                                            |      |                  |
| Rozgrywki                                                           | Osiągnięcie                                                | Razy | Sezon(y)         |
| · Mistrzostwo                                                       | I miejsce                                                  | 0    |                  |
| · Mistrzostwo                                                       | II miejsce                                                 | 0    |                  |
| · Mistrzostwo                                                       | III miejsce                                                | 0    |                  |
| Puchar                                                              | zdobywca                                                   | 0    |                  |
| Puchar                                                              | finalista                                                  | 0    |                  |
| Puchar                                                              | 1/8 finału                                                 | 1    | 2011/12          |
| II liga                                                             | I miejsce                                                  | 1    | 2011/12          |
| II liga                                                             | II miejsce                                                 | 0    |                  |
| II liga                                                             | III miejsce                                                | 2    | 2007/08, 2010/11 |
| Ukraina                                                             | Zdobyte trofea w rozgrywkach Ukrainy (stan na: 31-05-2019) |      |                  |

## Struktura klubu

### Stadion
Piłkarze klubu rozgrywają swoje mecze domowe na stadionie FOK Olimpia, który może pomieścić 800 widzów, a futsaliści w Hali FOK Olimpia w Czerniowcach. Pojemność: 500 miejsc siedzących.

### Sponsorzy
- CzTEI - Czerniowiecki Handlowo-Ekonomiczny Instytut (ukr. Чернівецький торговельно-економічний інститут  - ЧТЕІ)